# Koun Ejō
Koun Ejō (孤雲懐奘) (1198-1280) est le deuxième patriarche de l'école sōtō du bouddhisme zen, contemporain de l'époque de Kamakura. Il est d'abord disciple de l'éphémère secte Darumashū du zen japonais fondée par Nōnin, avant d'étudier avec Dōgen, le fondateur de l'école sōtō, qui lui transmettra le dharma (shihō).
Aujourd'hui Ejō est considéré comme le successeur spirituel de Dōgen par toutes les branches existantes de l'école sōtō. On se souvient principalement de lui comme l'auteur du Shōbōgenzō Zuimonki, ensemble d'entretiens informels de Dōgen avec ses moines, qu'Ejo a pris en note en tant que disciple. Sa biographie occupe le cinquante-troisième et dernier chapitre du Denkōroku de Keizan Jōkin, premier ouvrage majeur produit dans l'école sōtō après Dōgen.
À la mort de Dōgen, Ejō s'efforce de maintenir la direction du nouveau monastère Eihei-ji, mais comme il n'a pas été formé en Chine, et qu'il ne connaît pas bien les pratiques monastiques de style chinois, il ne peut faire du temple une salle de méditation de style chinois. Par la suite, il transmet le dharma à Jakuen, Gikai, Gien et Giin, qui tous sont à l'origine des étudiants de Dōgen. Mais son incapacité à désigner un héritier clair conduit à une lutte de pouvoir connue sous le nom sandai sōron, qui divise temporairement la communauté.

## Biographie

### Jeunesse
Koun Ejō naît en 1198 dans une famille aristocratique du puissant clan Fujiwara. Sa première éducation se fait à Kyoto, après quoi il se rend, encore jeune, au mont Hiei pour étudier le bouddhisme de l'école tendai. En 1215, il est ordonné moine et en 1218, il prononce les vœux de bodhisattva au Enryaku-ji sous la direction de son maître, Ennō. Il étudie en profondeur les doctrines tendai et shingon, mais reste insatisfait, ce qui l'amène à se rapprocher du bouddhisme de la Terre Pure.
En 1219, il quitte donc le mont Hiei pour le Ōjō-in (maintenant appelé Giō-ji) où il étudie dans la secte Jōdo shū auprès de Zennebō Shōku, un disciple de Hōnen. Apparemment là encore insatisfait de l'école, il la quitte en 1222 ou 1223 pour l'école Daruma (Dharumashu), fondée vers 1190 par Dainichibō Nōnin. Son enseignant, un disciple de Nōnin du nom de Kakuan dirige sa communauté de moines à Tōnomine, en dehors de Nara. Il avait apparemment fui le mont Hiei, où lui et ses disciples avaient été pris à partie par les membres de l'école Tendai. Ejō semble avoir été un élève de premier ordre de Kakuan, mais son séjour fut écourté en 1228 lorsque des représentants du temple tendai Kōfuku-ji de Nara brûlèrent les bâtiments du complexe de l'école Daruma (apparemment en réponse à la menace que représentaient les nouveaux enseignements de l'école) si bien que les élèves furent contraints de se disperser.

### Premières rencontres avec Dōgen
Après la dissolution du groupe de Kakuan à Tōnomine, Koun Ejō  retourne à Kyoto. C'est durant ce séjour, en 1228 ou 1229, qu'il rencontre Dōgen au Kennin-ji, où celui-ci a étudié auprès de Eisai après son retour de Chine. Il se peut que l'impact du Fukanzazengi, la première œuvre de Dōgen, l'ait poussé à venir le trouver. En tout cas, selon le Denkōroku, les deux hommes discutent longuement de leurs expériences respectives du zen. Bien qu'ils partagent d'abord les mêmes idées, à un moment donné un désaccord apparaît. Mais au bout du compte, Ejō est convaincu que les récits de Dōgen de ses expériences sont supérieurs aux siens, et il demande donc à Dōgen de devenir son maître. Celui-ci refuse, invoquant un manque d'espace pour la pratique. Selon d'autres interprétations, Koun Ejō ne fut pas convaincu par la philosophie de Dōgen lors de cette première rencontre, et il l'aurait quitté plutôt frustré. À en croire ces récits, ce n'est que plus tard, lors d'une rencontre ultérieure, qu'Ejō demande à Dogen devenir son élève.
Après cet épisode de Kyoto, Ejō retourne probablement à Tōnomine vivre avec son maître Kakuan. Cependant, celui-ci tombe bientôt malade et, il meurt vers 1234, après quoi, Ejō va s'installer au Kannon-dōri-in (plus tard appelé Kōshōhōrin-ji), le temple nouvellement créé de Dōgen à Uji, où il devient enfin son élève.

### Ordination au Kōshōhōrin-ji
Après environ un an passé dans ce temple, Koun Ejō est accepté comme élève et il est ordonné dans la lignée le 15 août 1235. Peu de temps après, il participe au projet de construction du sōdō (僧堂; salle des moines, utilise pour le zazen) et en supervise également la consécration en octobre 1236.
Selon les documents qui nous sont parvenus, un mois plus tard, en novembre 1236, Ejō connaît une expérience d'illumination: Dōgen était en train de lire à ses disciples un kōan dans lequel un moine demande à Shishuang Chuyuan : « Comment se fait-il qu'un cheveu creuse de nombreux fossés? », et Ejō se serait éveillé entendant cette question. 
Selon Dairyō Gumon, qui écrit beaucoup plus tard (au XVIIe siècle), Ejō reçoit la transmission du dharma de Dōgen juste après cet événement, avec les documents de certification qui l'accompagnent. Le mois suivant, il est fait shuso (首座; moine en chef). Quel que soit le bien-fondé de ce récit de Gumon, les sources historiques contemporaines telles que le Denkōroku s'accordent à dire qu'à la suite de ces événements, Ejō est traité comme l'héritier de Dōgen, et qu'il devient son plus proche assistant. Comme le dit le Denkōroku, « Tout au long du jour, il est inséparable du maître, comme son ombre portée ».
Au cours de ses premières années au Kōshōhōrin-ji, Ejō commence à prendre en note les enseignements de Dōgen à la sangha, et il les publiera dans un recueil intitulé Shōbōgenzō zuimonki,. Il écrit l'ouvrage dans un japonais sans apprêt plutôt qu'en chinois, la langue intellectuelle de l'époque. À ce jour, ce texte est considéré comme une des œuvres les plus accessibles de Dōgen, bien que les sujets abordés semblent refléter des centres d'intérêt d'Ejō.
Sa mère tombe malade pendant cette période. Il semble qu'Ejō lui ait rendu visite pendant cette maladie au cours des six jours de congé qui suivent la sesshin d'hiver. Mais peu après son retour, il apprend que l'état de sa mère s'est détérioré et que l'échéance est proche. Cependant, comme il avait déjà utilisé le temps libre qui lui était imparti, il décide de ne pas retourner auprès de sa mère, et choisit d'observer strictement la règle monastique, et il ne reverra plus sa mère qui décède peu de temps après. 

### Echizen et le Eihei-ji
Au cours de l'été 1243, Ejō quitte le Kōshōhōrin-ji avec Dōgen et ses autres élèves pour se rendre à Echizen où Hatano Yoshishige, un magistrat de la région, a offert à Dōgen sa protection et un terrain pour construire un nouveau monastère,. Une proposition que Dōgen et ses disciples ont acceptée principalement en raison de tensions continues avec la communauté tendai à Kyoto qui menace la stabilité à long terme de leur pratique. En attendant que les travaux de construction du nouveau temple soient achevés, les moines séjournent dans les petits sancutaires de Kippō-ji et Yamashibu.
Durant cette période, Ejō continue d'assister Dōgen, poursuivant la mise en forme des textes de ce qui va devenir le magnum opus de Dōgen, le Shōbōgenzō (à ne pas confondre avec le Shōbōgenzō zuimonki mentionné ci-dessus). Il l'aide aussi dans la direction des travaux de construction du nouveau temple, qui prendra d'abord le nom de Daibutsu-ji (« temple du Grand Bouddha »), avant que Dōgen ne le rebaptise Eihei-ji (« temple de la paix éternelle »), en (juin 1246), nom qu'ila conservé. 
Entre-temps, à l'été 1244, le hattō (法堂; salle du dharma) est achevé. Durant ces premières années dans le nouveau temple, Ejō est abosrbé par de nombreuses responsabilités relatives au fonctionnement quotidien de ce vaste ensemble. Parallèlement, il commence à travailler sur l'Eihei kōroku (Notes étendues du Eihei-ji) et l'Eihei shingi (Règles pures d'Eihei[-ji]) — ensemble de  six opuscules sur les codes monastiques  zen (les « règles pures») — avec l'aide de deux autres élèves, Gien et Senne.

### Mort de Dōgen. Ejō deuxième abbé du Eihei-ji
En 1247, Ejō accompagne Dōgen à Kamakura, alors capitale du Japon, pour une visite de six mois durant laquelle Dōgen donne un enseignement à Hōjō Tokiyori, shikken (régent) du shōgun. Ils reviennent en 1248, et Ejō poursuit sa prise en note des enseignements de Dōgen, dont la fréquence augmente au cours de ces années. 
À l'automne 1252, Dōgen tombe malade. S'attendant à une mort prochaine, il transmet au cours de l'été 1253 les responsabilités de Ejō à Tettsū Gikai et installe Ejō comme deuxième abbé du Eihei-ji. Après quoi il part pour Kyoto pour être soigné, mais il décède quelques jours après son arrivée, le 28 août, laissant Ejō seul à la tête du Eihei-ji. Le premier acte de ce dernier est de faire construire une pagode en l'honneur de Dōgen.
En tant qu'abbé, Koun Ejō s'efforce de garder au Eihei-ji les choses en leur état. Malheureusement, il n'est pas doté des mêmes capacités de gouvernance que Dōgen, et il rencontre les plus grandes difficultés avec ses anciens condisciples du Darumashū qui le considèrent comme un égal et non une figure d'autorité. Des problèmes surgissent aussi à propos de la succession: Dōgen considérait clairement Tettsū Gikai comme un disciple éminent, et Ejō le sait très bien. Cependant, il ne voit pas d'un bon œil que Gikai veuille réintroduire des aspects de la pratique du Darumashū que Dōgen avait rejetés. Par ailleurs, Dōgen lui-même avait relevé le manque de compassion de Gikai dans ses interactions avec les autres moines.
Pourtant, Ejō intronise formellement Gikai comme son héritier en janvier 1256 après lui avoir fait accepter de maintenir par-dessus tout les enseignements de Dōgen. Ensuite il envoie Gikai en pèlerinage dans les temples zen du Japon, pèlerinage que Gikai étendit de son propre chef à une visite en Chine, d'où il revient en 1262.

### Début dusandai sōronet décès
Le retour de Gikai marque le début de ce qui est connu comme le sandai sōron, un schisme qui va diviser la communauté de Dōgen en plusieurs factions rivales. Comme Gikai s'intéresse à l'architecture et qu'il a pris des notes sur la construction de temples pendant son séjour en Chine, Ejō lui permet de diriger les projets de construction en cours au Eihei-ji.
En 1267, Ejō tombe malade et décide de prendre sa retraite comme abbé. Il quitte l'Eihei-ji pour un endroit dans les environs, avec le titre de tōdōi,  que portent les abbés retirés, et on rapporte d'ailleurs que deux moines, du nom de Busso et Doson, atteignirent l'illumination auprès de lui pendant ce séjour hors de l'enceinte du temple. Mais quoi qu'il en soit, sa santé s'améliore peu de temps après qu'il a quitté l'Eihei-ji.
Pendant ce temps, Gikai est devenu fort impopulaire au Eihei-ji. Bien qu'il affirme le contraire à Ejō, il tente de réformer les pratiques de Eihei-ji, chose que les moines voient comme un affront fait aux enseignements de Dōgen. Il se concentre sur les projets de construction et l'expansion des aspects matériels de l'école, tout en ignorant apparemment le goût de Dōgen pour la pauvreté. Particulièrement impopulaire sera sa tentative d'introduire  d'introduire des rituels de l'école shingon que Dōgen a expressément condamnés. En 1272, plutôt que de devoir faire face à une révolte des moines, il démissionne de son poste d'abbé, à la suite de quoi on demande à Ejō de reprendre cette fonction. Celui-ci va alors travailller à réconcilier les factions rivales de la communauté monastique.
Mais en 1280 il tombe à nouveau malade et se prépare bientôt à mourir. Il ne veut pas qu'on lui construise de pagode et demande plutôt à être enterré à côté de celle élevée pour Dōgen. Après sa mort, la confusion qui régnait autour de la succession à la tête de la communauté aboutit à l'apogée du sandai sōron, plusieurs élèves de Dōgen, notamment Gikai et Gien, revendiquant le droit à l'abbatiat.

## Œuvre
Koun Ejō a essentiellement transcrit les enseignements oraux de Dōgen qu'il a compilés dans le Shōbōgenzō zuimonki. Il n'a laissé qu'un seul écrit de sa main, intitulé Komyo-zo-Zanmai (光明 藏  三 昧) — « samadhi du trésor de la claire lumière » ou « samadhi du réceptacle de la grande sagesse » — rédigé à l'âge de quatre-vingt-un ans, tout à la fin de sa vie. Le texte a été traduit partiellement en français et commenté dans Lumière du satori. Dans cet ouvrage, Ejō cite de larges extraits des grands sutra du Mahâyâna, en particulier le Mahâvairocana Sutra, l'Avatamsaka sutra et le Saddharmapundarîka Sutra, ainsi que plusieurs maîtres chinois du Chan et le Bouddha Shâkyamuni, et il vise à rendre plus accessible à une large audience la tradition de Dôgen à propos enseignements de Bouddha. 